# Stefano Celozzi
Stefano Celozzi (Gunzburgo, 2 de noviembre de 1988) es un exfutbolista alemán.

## Selección nacional
Fue internacional con la selección de fútbol sub-21 de Alemania.

## Clubes
| Club                   | País     | Año       |
| ---------------------- | -------- | --------- |
| FC Bayern de Múnich II | Alemania | 2005-2008 |
| Karlsruher SC          | Alemania | 2008-2009 |
| VfB Stuttgart          | Alemania | 2009-2012 |
| Eintracht Frankfurt    | Alemania | 2012-2014 |
| VfL Bochum             | Alemania | 2014-2020 |